# Nivå
Nivå is een plaats in de Deense regio Hovedstaden, gemeente Fredensborg en telt 7797 inwoners (2007). De plaats ligt aan de Sont.